# Dasychira phloeodes
Dasychira phloeodes är en fjärilsart som beskrevs av Collenette 1936. Dasychira phloeodes ingår i släktet Dasychira och familjen tofsspinnare. Inga underarter finns listade i Catalogue of Life.